# Belisario Betancur
Belisario Antonio Betancur Cuartas (Amagá, Antioquia, 4 de febrero de 1923-Bogotá, 7 de diciembre de 2018) fue un abogado, político, escritor y poeta colombiano. Fue presidente de Colombia entre el 7 de agosto de 1982 y el 7 de agosto de 1986. Fue miembro del Partido Conservador Colombiano.
Apodado El hombre fuerte de Amagá. Fue tres veces candidato presidencial.
Como presidente de Colombia intentó dos procesos de paz con las guerrillas de las Fuerzas Armadas Revolucionarias de Colombia - Ejército del Pueblo (FARC-EP), el Movimiento 19 de abril (M-19), y el Ejército Popular de Liberación (EPL) los cuales fracasaron. También enfrentó la Toma del Palacio de Justicia y la Tragedia de Armero, ambas en 1985, los primeros ataques del narcoterrorismo, el surgimiento del narcoparamilitarismo, el asesinato de su ministro de Justicia, Rodrigo Lara Bonilla y el inicio del genocidio contra la Unión Patriótica.Durante su gobierno se presentó la Renuncia de Colombia a la Copa Mundial de Fútbol de 1986, y la visita de Juan Pablo II a Colombia.
Luego de terminar su período como presidente, Betancur se abstuvo de participar en la política, dedicándose de lleno a actividades académicas, autor de varios publicaciones especializadas en la situación política del país,  escritor de poesía, y  humanista entregado a las ideas de la moral y la fe cristiana.
Obuvo la nacionalidad española por carta de naturaleza.
Fue, hasta su muerte, uno de los expresidente más longevos de la historia política de Colombia, teniendo 95 años en el momento de su deceso.

## Biografía
Nació en El Morro de la Paila, Amagá (Antioquia), el 4 de febrero de 1923, en el seno de una familia humilde y numerosa de la región. 
Pese a su condición modesta, tuvo acceso a una buena educación, iniciando sus estudios básicos en Amagá, repitiendo 3 veces el grado quinto por ser un estudiante díscolo. Continuó, becado gracias a una recomendación de su tío sacerdote, en el Seminario de Misiones de Yarumal, se graduó de bachiller en el Colegio UPB de Medellín en 1941 (entonces Universidad Católica Bolivariana - UCB), trasladándose a Bogotá para trabajar en el Ministerio de Educación, bajo el gobierno de Eduardo Santos.
Estudió derecho en la Universidad Pontificia Bolivariana de Medellín, donde se graduó como doctor en Derecho y Economía con la tesis «El orden público económico». Más adelante obtendría el grado de doctor honoris causa en Humanidades de las Universidades de Colorado y Georgetown (Washington).

### Trabajo legislativo
Abrazó las ideas anticomunistas y nacionalistas de la Europa de la Segunda Guerra Mundial, llegando a hacerse discípulo ideológico de los grandes líderes del Partido Conservadorː Mariano Ospina Pérez y Laureano Gómez Castro, a quien se hizo muy cercano.
En 1945 inició su carrera política como diputado a la Asamblea de Antioquia por el Partido Conservador, llegando seis años después, en septiembre de 1951, a la Cámara de Representantes por su departamento, hasta el 20 de julio de 1953, como representante, ahora, de Bogotá. Pese a sus inicios como admirador de la ultraderecha, destacó como congresista de corte progresista, proponiendo reformas agrarias.
Fue el único diputado que respaldó a Laureano Gómez como presidente constitucional, puesto que su legitimidad estaba en discusión, al ser el único candidato que se presentó a las elecciones, y por la crisis social que atravesaba el país luego de El Bogotazo.
Durante el Bogotazo, el Partido Conservador lo comisionó para que se radicara en Medellín, dedicándose allí a sus actividades como congresista y como periodista en el diario La Defensa, de corte antiliberal, cuyas instalaciones en Bogotá la turba del 9 de abril quemó.
Alternó sus labores legislativas con el periodismo, destacando como un gran erudito y defensor de las ideas conservadoras. Luego del Bogotazo del 9 de abril, Betancur regresó a Bogotá donde colaboró en la revista de opinión Semana, y en los periódicos Diario del Pacífico, y el Siglo, de su protector, Laureano Gómez.

### Dictadura de Rojas y Frente Nacional
Entre 1953 y 1957 fue miembro de la Asamblea Nacional Constituyente convocada por el general Gustavo Rojas Pinilla, quien derribó a Gómez con apoyo del expresidente Mariano Ospina Pérez. Irónicamente fue encarcelado por las autoridades por su activismo político en contra del dictador Rojas, ya que se convirtió en un férreo opositor de Rojas, defendiendo la legitimidad de Gómez, a través del semanario La Unidad (surgido de la censura de El Siglo), y la revista Prometeo.
Con la renuncia de Rojas Pinilla, se conformó el Frente Nacional, pacto de alternación suscrito por Gómez y Alberto Lleras. Betancur, por su parte, fue elegido senador en 1958 y subdirector del conservadurismo, ahora controlado por Gómez. Fue nombrado brevemente ministro de Educación en noviembre de 1960, para el gobierno del liberal Alberto Lleras, y posteriormente ocupó la cartera de Trabajo y Seguridad Social, entre 1962 y 1963 para el conservador Guillermo León Valencia. 
Anteriormente, en 1962, Betancur se enfrentó con sus copartidarios, Guillermo León Valencia y Misael Pastrana Borrero, buscando ser designado como candidato conservador a la presidencia, que como ya se sabe, fue ganada por Valencia, quien ganó las elecciones de se año.
Fuera del gobierno, Betancur se dedicó a actividades académicas y periodísticas. Fue Decano de la Facultad de Derecho, Ciencias Políticas y Sociales , de la Universidad La Gran Colombia en 1957. En esta etapa publicó varias obras en las que desarrolló su visión interdisciplinar de la situación de la sociedad colombiana. En 1966 apoyó la candidatura del primo segundo del expresidente Lleras, Carlos Lleras Restrepo, como era el deseo de su mentor, quien falleció en 1965.

### Primera candidatura presidencial (1970)
En 1969, Betancur tomó distancia de su partido tras la consolidación del sector ospinista en el conservatismo, y se postuló por primera vez como candidato a la presidencia de su país en 1970, siendo apoyado por el sector lauranista del Partido Conservador, que ya se mostraba contrario al sistema del frente nacional.
Betancur quedó en tercer lugar, siendo vencido por el oficialista Misael Pastrana (apoyado por el sector oficial del Partido Conservador y los liberales), y por el independiente septuagenario expresidente Gustavo Rojas Pinilla, de la Alianza Nacional Popular (ANAPO), movimiento que él mismo fundó. 
Pese a que de lejos fue vencido por Pastrana y Rojas, la disputa entre estos dos últimos no estuvo exenta de acusaciones de fraude, hasta la fecha.

### Embajador en España y segunda candidatura presidencial (1975-1978)
Alejado nuevamente de la político, exploró su faceta como estudioso empresarial, fundando en 1974 la Asociación Nacional de Instituciones Financieras (ANIF), de la cual fue su primer presidente. Ese mismo año, Betancur apoyó la candidatura del hijo de Laureano Gómez, el experimentado periodista Álvaro Gómez Hurtado, quien compitió con otros dos "delfines"ː María Eugenia Rojas de la Anapo, hija de Rojas Pinilla; y Alfonso López Michelsen, hijo de Alfonso López Pumarejo. López venció a Gómez.
En 1975, López nombró a Betancur como embajador en la España postfranquista, permaneciendo en el cargo hasta 1978, cuando regresó al país para buscar una segunda candidatura presidencial. Su gestión fue clave para la visita del rey Juan Carlos I a Colombia en 1976.
En las elecciones de 1978 fue postulado como candidato oficial de su Partido a la Presidencia de la República, luego de vencer en la postulación al expresidente Pastrana. Betancur compitió en una reñida campaña contra el liberal Julio César Turbay, quien le derrotó por un estrecho margen. Betancur se perfilaba como un unificador nacional, pretendiendo gobernar bajo el lema de “movimiento nacional”.

### Tercera candidatura presidencial (1982)
Para las elecciones de 1982 nuevamente fue abanderado por su partido, y recibió el respaldo de la ANAPO, configurando el Movimiento Nacional, que lo llevó a derrotar al expresidente Alfonso López Michelsen, con casi 3 200 000 votos, frente a los 2 800 000 del exmandatario, obteniendo así la tercera mayor votación en la historia del país. Su gobierno buscó la pacificación del país.

## Presidencia (1982-1986)

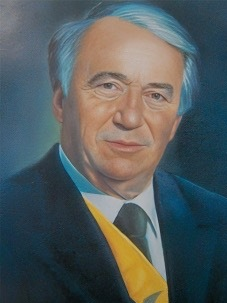
Retrato presidencial de Betancur, 1986.

### Seguridad y conflicto armado interno

#### Reorganización del Ejército Nacional
En su gobierno se reorganiza el Ejército Nacional en 4 divisiones a partir de 1983: la I División inicialmente tenía a su cargo la Costa Caribe y Antioquia, la II División Santander, Norte de Santander y el Magdalena Medio, la III División la Región Pacífica y el Valle del Cauca y la IV División la Región de la Orinoquia y el Amazonas.

#### Guerra y diálogos con las guerrillas
El 18 de noviembre de 1982, el congreso aprobó la ley 35 de amnistía, proyecto del senador Gerardo Molina por lo cual los guerrilleros presos fueron amnistiados y puestos en libertad. Se presentó el secuestro y asesinato Gloria Lara de Echeverri (exdirectora de las juntas de acción comunal, en noviembre de 1982 en un falso positivo judicial) por la Organización Revolucionaria del Pueblo. Se iniciaron los diálogos exploratorios con las FARC-EP, las ADO y el M-19 (cuyo líder máximo Jaime Bateman Cayón murió en un accidente de aviación en Panamá el 28 de abril de 1983). La reunión del presidente Betancur con Álvaro Fayad e Iván Marino Ospina comandantes del M-19 en noviembre de 1983 en Madrid (España).

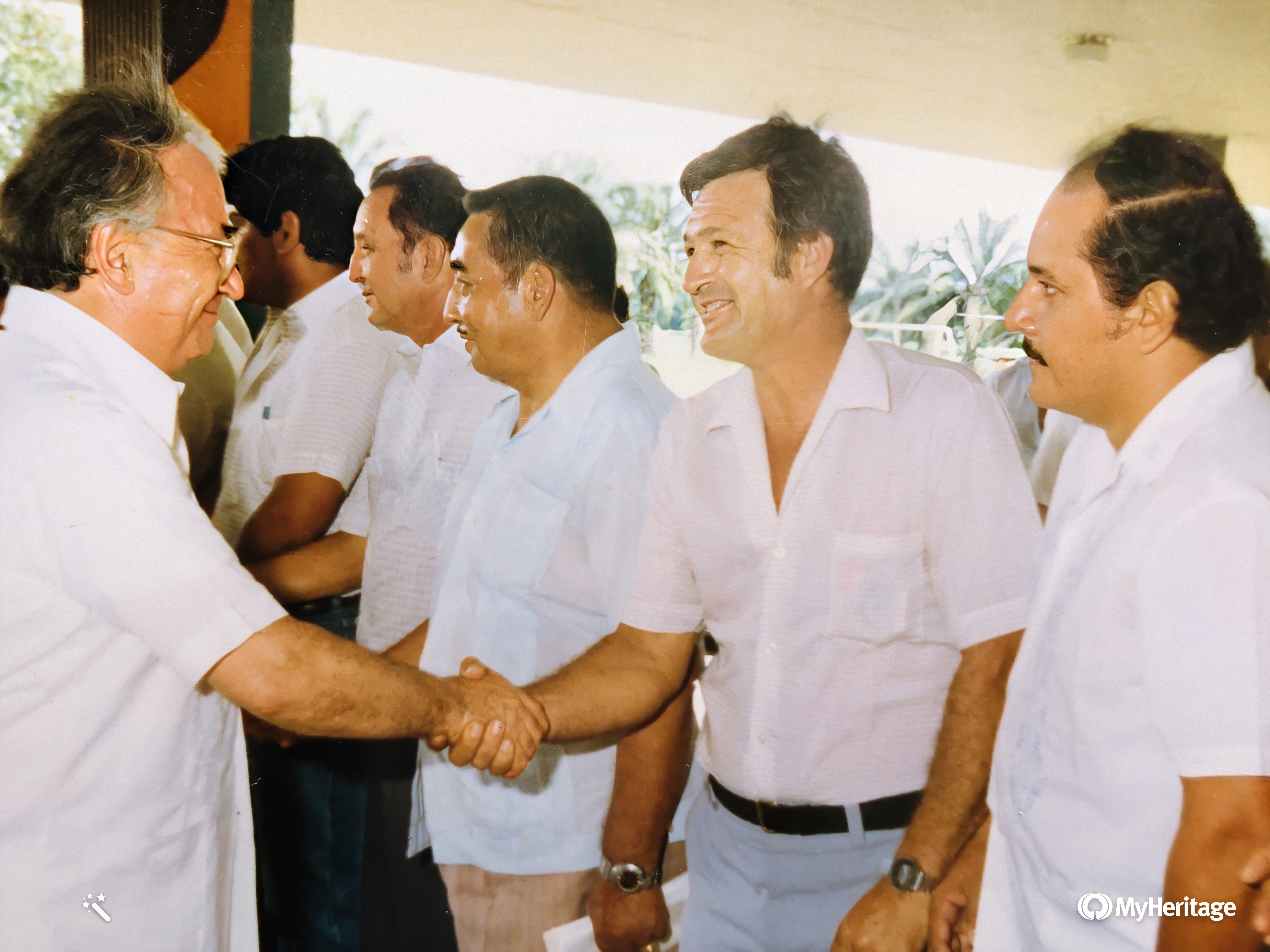
Decimocuarta Brigada del Ejército, Puerto Berrio, junio de 1983. Puesta en marcha de los planes de recuperación de las zonas afectadas por la violencia con motivo del Proceso Paz. Belisario Betancur Cuartas, Presidente de Colombia; 1982-1986; Jaime Zuluaga, personero de Puerto Boyacá; Martín Torres, exalcalde de Puerto Boyacá y dirigente del Nuevo Liberalismo; Daniel Vaca, registrador y Luis Silva Segura, dirigente del Nuevo Liberalismo y médico legista de Puerto Boyacá.

Con el M-19 y el EPL las conversaciones exploratorias avanzaron con mayores tropiezos a causa de las continuas operaciones militares y enfrentamientos en el sur del país y en las principales ciudades. El Ejército Nacional respondió con una fuerte ofensiva sobre el Frente Sur del M-19, al mando de Gustavo Arias ‘Boris’, también se enfrentaron con paramilitares en Antioquia y asesinan a Carlos Toledo Plata, comandante y negociador del M-19 en Bucaramanga (Santander) tras lo cual el M-19 asaltó Yumbo (Valle del Cauca) y fue herido en una emboscada de la Policía Nacional Carlos Pizarro, se llegó a los acuerdos de Corinto (Cauca), Hobo (Huila) y Medellín con el M-19 y el EPL negociados por Iván Marino Ospina, y Álvaro Fayad, Carlos Pizarro y Gustavo Arias por el M-19 y por Oscar William Calvo y 'Ernesto Rojas' por el EPL con la comisión de paz por el gobierno, el 24 de agosto de 1984.
El comandante del Ejército Nacional, Miguel Vega Uribe y el ministro de defensa, General Fernando Landazábal (destituido en enero de 1984),mostraron sus desacuerdos. El presidente de la comisión de diálogo, Otto Morales Benítez, habló de “enemigos agazapados de la paz”. Entre el 20 de diciembre de 1984 y el 7 de enero de 1985 la Batalla de Yarumales en Corinto (Cauca) entre las Fuerzas Militares y el M-19. Se continuó la campaña de “Guerra Sucia” contra guerrilleros amnistiados y líderes de izquierda, con asesinatos selectivos y desapariciones forzadas.
El 15 de marzo de 1985 se realizó la marcha de "Desagravio por la paz y la democracia" convocada por el M-19 en Bogotá.En mayo de 1985 se registran combates en el Valle del Cauca; Antonio Navarro Wolf del M-19 fue herido en Cali. El 28 de junio, el M-19 atacó la población de Génova (Quindío): 15 muertos. Combates en Cauca, Valle del Cauca; la muerte del Comandante del M-19 Iván Marino Ospina en Cali, el 28 de agosto; la masacre del Suroriente de Bogotá en por la cual en 1997, la Comisión Interamericana de Derechos Humanos (CIDH) determinó el asesinato extrajudicial de 11 personas: 10 militantes y 1 civil, por la Fuerza Pública el 30 de septiembre de 1985 tras el robo de un camión de leche, en octubre de 1985 atentado al general Rafael Samudio Molina, el asalto al Batallón Cisneros en Armenia (Quindío)
El EPL rompió también el cese al fuego tras el asesinato en Bogotá de Oscar William Calvo. Entre noviembre de 1985 y enero de 1986 se presenta la Masacre de Tacueyó 164 muertos por el grupo disidente de las FARC-EP: Comando Ricardo Franco Frente-Sur. Ofensiva del M-19 en el suroccidente colombiano Las FF.MM. movilizan al menos 6 batallones que se enfrentaron al Batallón América integrado por unos 500 hombres del M-19 y del Movimiento Armado Quintín Lame, de Colombia; de Alfaro Vive, de Ecuador, y el Movimiento Revolucionario Tupac Amaru, de Perú con el objetivo de tomarse Cali con el apoyo de las milicias populares. El 12 de marzo, atacaron Cali desde la Región del río Pance. El 13 de marzo Álvaro Fayad fue abatido por la Policía en Bogotá. Mientras el 24 de julio de 1986 murió asesinado Gustavo Arias Londoño 'Boris' del M-19 en Andes (Antioquia) por la Policía.
Los primeros contactos de diálogo con las FARC-EP fueron el 30 de enero de 1983,durante 19 meses. Con las FARC-EP se firman los acuerdos de la Uribe (Meta) el 28 de marzo de 1984. El 16 de mayo de 1984 la Policía Nacional masacra a 17 estudiantes en la Universidad Nacional de Colombia que protestaban contra los asesinatos y la persecución en las universidades. Se llegó a acuerdos de tregua y cese al fuego con las FARC-EP y las ADO (24 de agosto de 1984), que fueron prorrogados en 1986. En este marco, sólo las FARC-EP permanecieron en el proceso de paz y conformaron con diversos grupos la Unión Patriótica, que obtendría en las elecciones legislativas de 1986: 11 curules en el parlamento y decenas de puestos en consejos municipales y asambleas departamentales. No obstante, estos avances se vieron amenazados por el incremento de la “guerra sucia” que se intensificó desde 1984, denunciada por múltiples organizaciones.
El ELN se organiza en 1983 con el mando de Manuel Pérez y en 1984 aparece en el Cauca la primera guerrilla indígena de América Latina el Movimiento Armado Quintín Lame.

#### Toma del Palacio de Justicia
El 6 de noviembre de 1985 el Movimiento 19 de abril (M-19), realiza la Toma del Palacio de Justicia en Bogotá, para hacer un juicio político al presidente Betancur por los incumplimientos en los Acuerdos de Corinto Hobo y Medellín, tomando como rehenes a cerca de 300 personas, entre ellas los magistrados de la Corte Suprema de Justicia y del Consejo de Estado. La rápida reacción en la retoma del Palacio por la Fuerza Pública durante 28 horas dejó 94 muertos, entre ellos 11 magistrados de la Corte, decenas de heridos y 11 desaparecidos en circunstancias sin esclarecer. La Comisión de la Verdad, creada en 2017 para esclarecer sucesos del conflicto armado interno en Colombia, investigó la masacre y declaró como responsables tanto al M-19 como a Betancur y al Ejército Nacional.

#### Guerra con el narcoterrorismo y Los extraditables
El nacimiento del Movimiento Latino Nacional de Carlos Lehder y de Civismo en Marcha de Pablo Escobar, quien ocupó un puesto en la Cámara de Representantes. El Nuevo Liberalismo, movimiento liderado por Luis Carlos Galán y Rodrigo Lara Bonilla (nombrado Ministro de Justicia por Betancur) fueron oposición a la narcopolítica. Los primeros intentos de diálogo entre los narcotraficantes y el Gobierno sobre el tratado de extradición a los Estados Unidos. En una conversación con el procurador Carlos Jiménez Gómez en octubre de 1983, mostró su rechazo a la extradición y acordó con los narcos, su retiro de la política. Así fue que al final, pese a los intentos de sabotear la acción del ministro Lara en el congreso, denunciando su supuesta relación con Evaristo Porras, narcotraficante del Amazonas, Escobar se vio obligado a renunciar definitivamente a la actividad política. La Policía al mando del Coronel Jaime Ramírez Gómez desmanteló el complejo cocalero de Tranquilandia, en marzo de 1984. El 30 de abril de 1984, fue asesinado Rodrigo Lara Bonilla en Bogotá por el Cartel de Medellín.
El gobierno ratifica e implementa el Tratado de Extradición a los Estados Unidos, firmado por el gobierno de Turbay. El gobierno amplió el estado de sitio a todo el país con el Decreto 1038 y con el artículo 121 generó casi toda la legislación regulatoria del narcotráfico en Colombia, en especial el Estatuto Nacional de Estupefacientes (Ley 30 de 1986). El 26 de noviembre de 1984 Los Extraditables, atentado a la embajada estadounidense en Bogotá y el 23 de junio de 1985 ordenaron la muerte del juez Tulio Manuel Castro Gil quien llevaba el caso de Rodrigo Lara Bonilla. Los Extraditables asesinaron en febrero de 1986 en Baton Rouge (Florida) al piloto y testigo ante la justicia estadounidense Barry Seal, en julio al magistrado Hernando Baquero Borda y al periodista de El Espectador Roberto Camacho Prada, y el 18 de agosto al Capitán de la policía antinarcóticos Luis Alfredo Macana. Evitaron que Jorge Luis Ochoa y Gilberto Rodríguez Orejuela capturados en España y ambos reconocidos narcotraficantes, fueran extraditados a Estados Unidos y fueran deportados a Colombia donde pagaron irrisorias penas de cárcel. Los Extraditables, en septiembre de 1986, ordenaron el crimen del periodista del Diario Occidente Raúl Echavarría Barrientos.

### Erupción del Nevado del Ruiz
El volcán nevado del Ruiz entró en erupción el miércoles 13 de noviembre de 1985 produciendo una avalancha que hizo desaparecer la población de Armero, Tolima, perdiendo la vida aproximadamente 31 000 personas. El hecho generó una polémica sobre la culpabilidad del gobierno de Betancur al no tomar las medidas de prevención y no creer necesaria la evacuación de los armeritas, además de una presunta negligencia para prevenir y enfrentar la tragedia. Se le considera, a Betancur, presidente en aquel momento, como el máximo responsable de lo sucedido en aquella tragedia.

### Relaciones exteriores

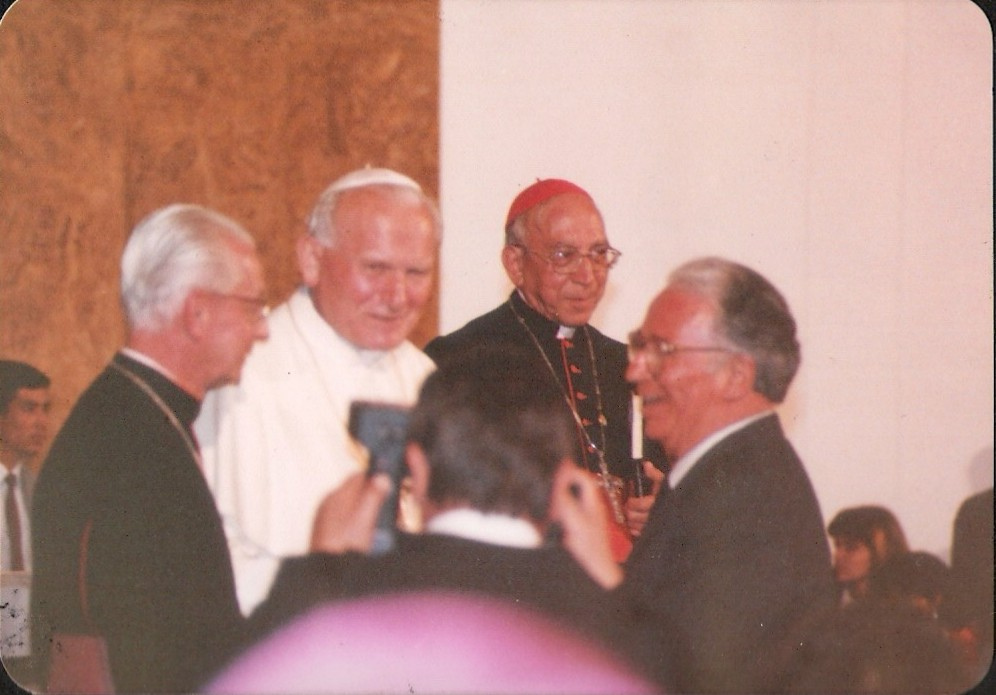
Betancur con el Papa Juan Pablo II

#### Visita del Papa Juan Pablo II
En julio de 1986, pocos días antes de entregar la presidencia, Betancur recibió en visita diplomática al Papa Juan Pablo II, quien estuvo en 7 ciudades durante una semana, siendo la visita más larga de un pontífice a Colombia y la segunda después de Pablo VI (1968).

### Economía y finanzas

#### IVA (Impuesto de Valor Agregado) para consumidores y minoristas
Este impuesto se había establecido en el país desde 1963 para actividades de manufactura e importación, bajo el gobierno de Belisario Betancur ampliando su base ahora a consumidores y minoristas con un valor del 10 % y otros diferenciales del 25 y 30 % bajo el Decreto Ley 3541 de 1983.

### Cultura y deportes

#### Premio Nobel de Literatura
Bajo su mandato el escritor Gabriel García Márquez fue elegido por la Academia Sueca para ser galardonado con el Premio Nobel de Literatura, en octubre de 1982. El premio fue motivo de celebración en todo el país.

#### Renuncia al Mundial de fútbol de 1986
En 1974, Colombia había sido elegida por la FIFA para organizar la Copa Mundial de fútbol de 1986. En un discurso de 99 palabras, el presidente Betancur declinó la sede del torneo argumentando la imposibilidad de atender las exigencias de la FIFA, y que prefería disponer de ese dinero para el desarrollo del país.

Como preservamos el bien público, como sabemos que el desperdicio es imperdonable, anuncio a mis compatriotas que el Mundial de Fútbol de 1986 no se hará en Colombia, previa consulta democrática sobre cuáles son nuestras necesidades reales: no se cumplió la regla de oro, consistente en que el Mundial debería servir a Colombia y no Colombia a la multinacional del Mundial. Aquí tenemos otras cosas que hacer, y no hay siquiera tiempo para atender las extravagancias de la FIFA y sus socios. García Márquez nos compensa totalmente lo que perdamos de vitrina con el Mundial de Fútbol.

Así, Colombia se convirtió en el primero y hasta ahora único país en renunciar a ser la sede de una Copa del Mundo, que a la postre fue organizada por México. La candidatura de Colombia fue obtenida en 1974 durante el gobierno de Misael Pastrana Borrero.

## Postpresidencia

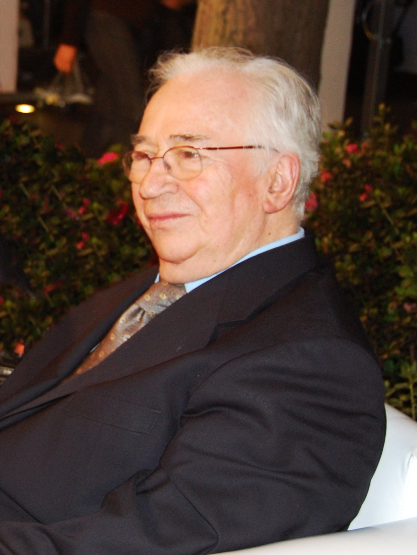
Belisario Betancur en 2009

Luego de terminar su periodo como presidente, Betancur se alejó de la política. Paralelamente a su carrera política, Betancur ejerció el periodismo y la docencia. Cuando terminó su carrera de abogado escribió en El Colombiano, La Defensa, Jerarquía, Semana, y llegó a ser director de El Siglo.
En asocio con Luis Carlos Ibáñez y Fabio Lozano Simonelli, fundó la editorial Tercer Mundo.
Autor de numerosos libros sobre educación, economía, política y sociología, se destacan: Base para un gobierno nacional, Colombia cara a cara (1961), El cruce de todos los caminos (1963), El viajero sobre la tierra (1963), El rostro anhelante (1966), Imagen del cambio social en Colombia (1966), A pesar de la pobreza (1967), De la miseria a la esperanza, La ayuda externa (1970), Desde el alma del abedul, Despierta Colombia (1970), Populismo (1970), Desde otro punto de vista (1975), La otra Colombia (1975), Dinero, precios, salarios (1975), Cristo del desarrollo, El muro antes cegado, Cambio, planes y propuestas del Movimiento Nacional, Cambio, cambio, Sí se puede (1982), El compromiso de la paz: informe al Congreso de Colombia 1982-1986 (1986), El homo sapiens se extravió en América Latina (1990) y El lenguaje como expresión de la historia de Antioquia (1991), entre otros. También ha escrito cuentos como Agua linda, Media vuelta a la derecha, y El viajero sobre la tierra, en prosa y verso.
Fue miembro de la Pontificia Academia de Ciencias Sociales. Fue miembro del Club de Madrid.
Fue designado, por parte del secretario general de las Naciones Unidas como miembro de la Comisión de la Verdad de El Salvador que tomó posesión en julio de 1993 junto con Reinaldo Figueredo Planchart y Thomas Buergenthal, a elección entre los tres comisionados, Betancur fue el presidente de la misma durante los 6 meses de funcionamiento y la redacción del informe final presentado en enero de 1993.
El 3 de agosto de 2012 le fue concedida la nacionalidad española, lo cual no le impidió mantener también su nacionalidad colombiana.

### Deceso
Belisario Betancur murió a los 95 años en la clínica Fundación Santa Fe de Bogotá. A través de un comunicado oficial, la clínica confirmó que Betancur murió el viernes 7 de diciembre de 2018 sobre las 2:32 de la tarde (GMT-5), Colombia. El día anterior, la vicepresidenta Marta Lucía Ramírez publicó de forma errónea en Twitter la noticia de su fallecimiento.

## Familia
Belisario era hijo de los humildes labriegos Rosendo Betancur León y Ana Otilia Cuartas, teniendo 21 hermanos, de los cuales sólo sobrevivieron 5, por la precariedad de las condiciones de vida de la familia, llegando a decir en una ocasión que sus hermanos “se murieron de subdesarrollo”. Entre las penurias de sus primeros años, se sabe que fue el primero de los Betancur en calzar zapatos y que la familia vivía en una casa de adobo.
Contrajo matrimonio en 1945 con Rosa Helena Álvarez, quien falleció en 1998 y con quien tuvo tres hijos: Beatriz (odontóloga), Diego (ingeniero y agrónomo) y María Clara (abogada).

## Obras
- Base para un gobierno nacional, Colombia cara a cara (1961).
- El cruce de todos los caminos (1963)
- El viajero sobre la tierra (1963)
- El rostro anhelante: imagen del cambio social en Colombia (1966)
- A pesar de la pobreza (1967)
- Desde el alma del abedul (1968)
- Ante la universidad (1969, en coautoría con Álvaro Gómez Hurtado y Hernán Jaramillo Campo)
- De la miseria a la esperanza (1970)
- La ayuda externa (1970)
- ¡Despierta Colombia! (1970)
- Populismo (1970)
- Antioquia en busca de sí misma (1973)
- Desde otro punto de vista (1975)
- La otra Colombia: la política y los partidos políticos en un proceso de desarrollo (1975)
- Dinero, precios, salarios (1975)
- Antioquia, la nueva epopeya (1986)
- Hacia la civilización del amor: documentos pontificios sobre la doctrina social católica (1987)
- El homo sapiens se extravió en América Latina (Teoría de la subversión y de la paz) (1990)
- Declaración de amor: del modo de ser del antioqueño (1994)
- El tren y sus gentes: los ferrocarriles en Colombia (1995)
- La pasión de gobernar (1997, en coautoría)
- Conflicto y contexto: resolución alternativa de conflictos y contexto social (1997)
- Poemas del caminante (2005)

## Premios

Escudo de Belisario Betancur como caballero de la Orden de Carlos III (España).

- En 1983 se le otorgó el Premio Príncipe de Asturias de Cooperación Iberoamericana,[82] con motivo del compromiso de toda su vida con los valores permanentes del espíritu y de la cultura, a los cuales dedicó los mejores esfuerzos plasmados en un reconocida obra[83] intelectual; su vigorosa y esforzada vida pública dirigida constantemente a la defensa de las instituciones democráticas colombianas.

- En 2007 se le otorgó por unanimidad el XXI Premio Internacional Menéndez Pelayo por su labor como valedor de nobles causas, en particular de la educación y la paz.

- Fue miembro de la Academia Europea de Ciencias y Artes, de la Academia Colombiana de la Lengua, la Academia Colombiana de Jurisprudencia y la Academia Colombiana de Historia. En febrero de 2011, fue nombrado miembro correspondiente de la Academia Mexicana de la Lengua.[84]

- Fue doctor honoris causa por las universidades de Georgetown, Colorado (Estados Unidos), así como por la Universidad Politécnica de Valencia (España). En noviembre de 2009, se le concedió el título de doctor honoris causa por la Universidad Nacional de Trujillo (Perú).